# پاسخ کارکردی

پاسخ‌های کارکردی نوع I, II و III

یک پاسخ کارکردی (به انگلیسی: Functional response) در بوم‌شناسی، میزان مصرف دگرپروردگی به عنوان تابعی از تراکم غذا (مقدار غذای موجود در یک بومگاه معین) است. با پاسخ عددی مرتبط است که نرخ تولید مثل یک مصرف‌کننده به عنوان تابعی از تراکم غذا است. به دنبال CS Holling، پاسخ‌های کارکردی به‌طور کلی به سه نوع طبقه‌بندی می‌شوند که نوع I, II و III هولینگ نامیده می‌شوند.

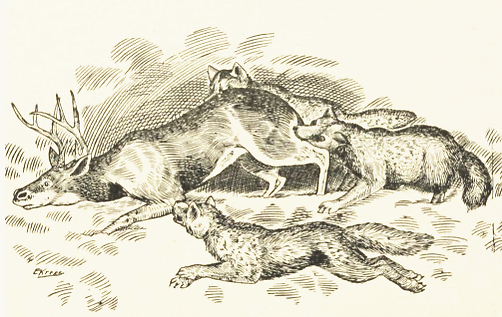
گرگ‌ها در حال کشتن کاریبو، اثر آرتور رابرت هاردینگ، ۱۹۰۹. اگر تعداد گرگ‌ها ثابت بماند، تعداد کاریبوهای کشته‌شده افزایش می‌یابد، سپس سطح آن کاهش می‌یابد.